# Error Vector Magnitude
Die Error-Vector-Magnitude oder EVM (deutsch etwa Fehlervektorgröße) ist ein Maß für die Abweichung vom Idealfall des Konstellationsdiagramms eines Signals, das digital moduliert ist, z. B. mittels Quadraturamplitudenmodulation (QAM), Quadraturphasenumtastung (QPSK) oder Phasenumtastung (PSK).
Die Error-Vector-Magnitude dient als Kennwert der Güte eines Senders, eines Übertragungsweges oder eines Empfängers und ist besonders bei Mobilfunksystemen relevant. Typischerweise wird die EVM in Dezibel (dB) oder Prozent angegeben.
Rauschen, Verzerrung und Störsignale führen zu einer Verschlechterung des Empfangssignals und die EVM bietet dafür ein Vergleichsmaß für Qualität von digitalen Funksendern oder Empfängern wie z. B. Wi-Fi, DVB oder LTE.
Die EVM kann mit speziellen Signal- und Spektrumanalysatoren bestimmt werden. Dabei wird im Zuge der Demodulation der IQ-Konstellation einer Phasenmodulation oder QAM der Winkel und der Abstand zum idealen Ort in der komplexen Darstellung der Phase und der Amplitude bestimmt.

## Definition

Konstellationsdiagramm und Fehlervektor; dessen mittlerer Betrag ist die EVM

Der Fehlervektor (error vector) ist ein Vektor in der komplexen IQ-Ebene eines Konstellationsdiagramm zwischen dem idealen und dem empfangenen Konstellationspunkt. Als quadratisches Mittel aus dem Fehlervektor und der Referenzleistung typischerweise über mehrere Symbole gemessen ergibt sich der EVM Wert:
{\displaystyle \mathrm {EVM(dB)} =10\log _{10}\left({P_{\mathrm {error} } \over P_{\mathrm {reference} }}\right)}
wobei Perror das quadratische Mittel der Größe des Fehlervektors darstellt. Für Einträgermodulationen wird üblicherweise die größte Leistung, also der äußerste Konstellationspunkt, für Preference verwendet, während in Mehrträgermodulationsverfahren die durchschnittliche Referenzleistung eingesetzt wird.
Die ebenfalls übliche prozentuale Berechnung ergibt sich als:
{\displaystyle \mathrm {EVM(\%)} ={\sqrt {P_{\mathrm {error} } \over P_{\mathrm {reference} }}}\cdot 100\,\%}
mit denselben Variablen.